# Tour della nazionale maschile di rugby a 15 delle Figi 1997
Nel 1997 nazionale di rugby delle Figi ha proseguito l'opera di ricostruzione dopo i mondiali 1995, a cui non ha partecipato in quanto eliminata a sorpresa nelle qualificazioni da Tonga. Si è recata in Tour in Nuova Zelanda, con risultati incoraggianti, escluso il test match vero e proprio.
| Arbitro: | Colin J Hawke |

|                                           |      |                |
| Mark Mayerhofler ,Con Barrell Aaron Flynn | mt   | Lasagavibau 4  |
| Daryl Lilley 2                            | tr   | Nicky Little 2 |
| Daryl Lilley 3, Aaron Flynn               | c.p. |                |

| Arbitro: | Paul Macfie |

|                                        |    |                                                                |
| John McWhinney ,Sturt Doig Dave McCrea | mt | Tuilevu, Nasilasila Duruduruvukula 2, Waqabitu 3 Naevo, Tawake |
| Shane Butterick 2, meta tecnica        | tr | Waqabitu 4 ,Tawake                                             |

| Arbitro: | Glen Wahlstrom |

|                                 |    |                                                 |
| Dustin Watts, Scott Waldergrave | mt | Lawrence Little, Jonetani Waqabitu, Manasa Bari |
|                                 | tr | Jonetani Waqabitu                               |

| Arbitro: | Colin J Hawke |

|                 |      |                                                         |
| Jason Hamlin    | mt   | Fero Lasagavibau, Alifereti Mocelutu Aminiasi Natuiyaga |
| Jerome Nahona   | tr   | Nicky Little 2                                          |
| Jerome Nahona 4 | c.p. | Nicky Little 3                                          |

| Arbitro: | Alan G Riley |

|                                   |      |                            |
| Jonah Qio, Dylan Mika Matt Filipo | mt   | jacob Rauluni, Manasa Bari |
|                                   | tr   | Nicky Little 2             |
| Nash Jack                         | c.p. | Nicky Little 2             |

| Arbitro: | Wayne Erickson |

| |            | |
| Cullen 2, Michael Jones Marshall, Riechelmann Umaga, Wilson 5 | mt         | Lasagavibau |
| Cullen 2, Mehrtens 6 | tr         | |
| 15.Christian Cullen 14.Jeff Wilson 13.Frank Bunce 12.Lee Stensness 11.Tana Umaga 10.Andrew Mehrtens 9.Justin Marshall 8.Taine Randell 7.Josh Kronfeld 6.Michael Jones 5.Robin Brooke 4.Ian Jones 3.Craig Dowd 2.Sean Fitzpatrick (cap) 1.Olo Brown sostituti: Anton Oliver Charles Riechelmann Scott McLeod Junior Tonu'u Mark Carter Non entrati : Bull Allen | Formazioni | 15.Filipe Rayasi 14.Fero Lasagavibau 13.Alfie Uluinayau 12.Sale Sorovaki 11.Manasa Bari 10.Jone Waqabitu 9.Jacob Rauluni 8.Aminiasi Naituyaga 7.Eparama Tuivunivono 6.Apenisa Naevo 5.Simon Raiwalui 4.Emori Katalau 3.Epeli Naituivau 2.Greg Smith (cap) 1.Dan Rouse sostituti: Nicky Little Billy Cavubati Joeli Veitayaki Ifereimi Tawake Mosese Taga |